# Barilochazo
El Barilochazo fue una  reacción popular ocurrida  el 28 de julio de 1970 en la que el pueblo de Bariloche se manifestó en contra de la designación por parte del gobernador de facto Roberto Requeijo de Robespierre Panebianco como intendente de la ciudad.

## Desarrollo del Barilochazo
Entre 1967 y el 1 de julio de 1970 se desempeñó como interventor municipal Antonio José Miralles. Esto correspondía a que los líderes de la Revolución Argentina, por intermedio del también gobernador de facto Requeijo, designaban a las autoridades locales. Sin embargo en aquel momento los ciudadanos de Bariloche estaban cansados de que no se nombrasen intendentes oriundos de allí. [1]. Además, existía un clima hostil hacia el gobierno provincial debido a noticias que hablaban sobre una concesión de 99 hectáreas de tierras públicas a la Fundación Bariloche en un bosque en la península del Llao Llao. El gobernador designó en el cargo al escribano Robespierre Panebianco, de 40 años, oriundo de Campana provincia de Buenos Aires. Los vecinos lo calificaban como el Intendente Turista, porque él mismo manifestaba que había visitado Bariloche como turista, tres veces, esos eran los antecedentes para ser intendente.
Los días previos al Barilochazo, el sábado 25 de julio, sectores empresarios y dirigentes políticos de varios partidos se reunieron en la Cámara de Comercio. Allí se acordó exigir al gobernador que el intendente fuera barilochense y además que no se adjudicaran  en la península Llao Llao a la Fundación Bariloche. 
Requeijo estaba dispuesto a aceptar lo segundo, pero no a retroceder con la designación de Panebianco. Así fue que este llegó acompañado del ministro Guillermo Acuña Anzorena, quien lo presentó a los locales en medio de un clima hostil.
El 28 de julio la ciudad apareció llena de panfletos que convocaban a los locales a concurrir a las 13.30 a defender que se le entregara la administración de la ciudad a un extraño. Estos panfletos estaban curiosamente firmados por Juan Pueblo. [1] El edificio comunal fue ocupado, se cerraron comercio e instituciones y hubo masivas movilizaciones. Por decisión popular y ante la asamblea de vecinos autoconvocados, asumió como intendente interino el coronel retirado Martín Rodríguez dándose por superada esta controversia que duró tres o cuatro días, pero el mandato comenzó el 29 de julio y culminó el 1 de agosto de 1970.  Pero, la provincia designó sucesores inmediatos. En primer lugar, al interventor municipal mayor Carlos Bernabé Font, entre el 1 de agosto y el 4 de septiembre de 1970. (cita 4 y 5)
Así fue como, a diferencia de lo sucedido el año anterior en el Cipolletazo y algunos años después en el Rocazo, sin que fuera necesario enviar efectivos militares, ni que se produjera un derramamiento de sangre, los locales consiguieron imponer su voluntad

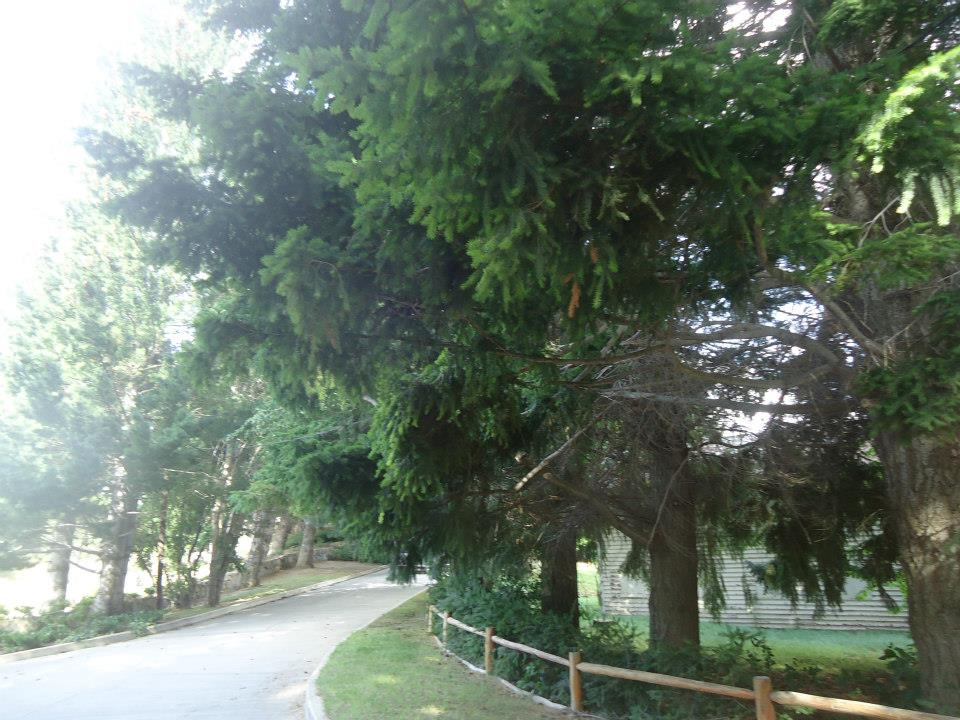
Bosque en la península del Llao Llao que se pretendían ceder